# جزيرة لاحق
جزيرة لاحق، هي أول جزيرة سكنية في وجهة البحر الأحمر، أعلن عنها في 15 أبريل 2025  بعد اكتمال المرحلة الأولى من وجهة البحر الأحمر، وستُفتتح عام 2028 لتصبح بذلك أول مشروع في الوجهة يُركز على تملّك الوحدات السكنية.

## الموقع
تقع جزيرة لاحق ضمن أرخبيل يضم 92 جزيرة بكرا على الساحل الغربي للسعودية، ومحاطا بأحد أكبر الحيود المرجانية في العالم الذي يُعد موطنًا لأكثر من 2000 نوع من الأسماك النادرة. وتمتد الجزيرة على مساحة 4 ملايين متر مربع، وتحتضن شواطئ رملية بيضاء، وشعبًا مرجانية، ومياهًا فيروزية صافية.

## المرافق
تضم الجزيرة مجموعة من المرافق الترفيهية والأنشطة الحيوية، ويضم المرسى 115 رصيفًا لليخوت، إلى جانب مراكز تعليم الإبحار والرياضات المائية. كما تشمل الجزيرة ناديًا للتنس، ومركزًا للياقة البدنية، وملاعب رياضية، وملعب جولف خلاب مكوّن من 18 حفرة، إضافةً إلى منتزه لمحبي الأنشطة البرية.
وتستلهم الوحدات السكنية الخاصة في الجزيرة تصميمها من تناغم الطبيعة المحيطة، من الأرض والبحر والسماء والنباتات المحلية، ويُستخدم الخشب الطبيعي في بناء المظلات وتزيين الشرفات والحدائق وساحات الفناء الخارجية.